# Daniel Hoffmann (Mediziner)

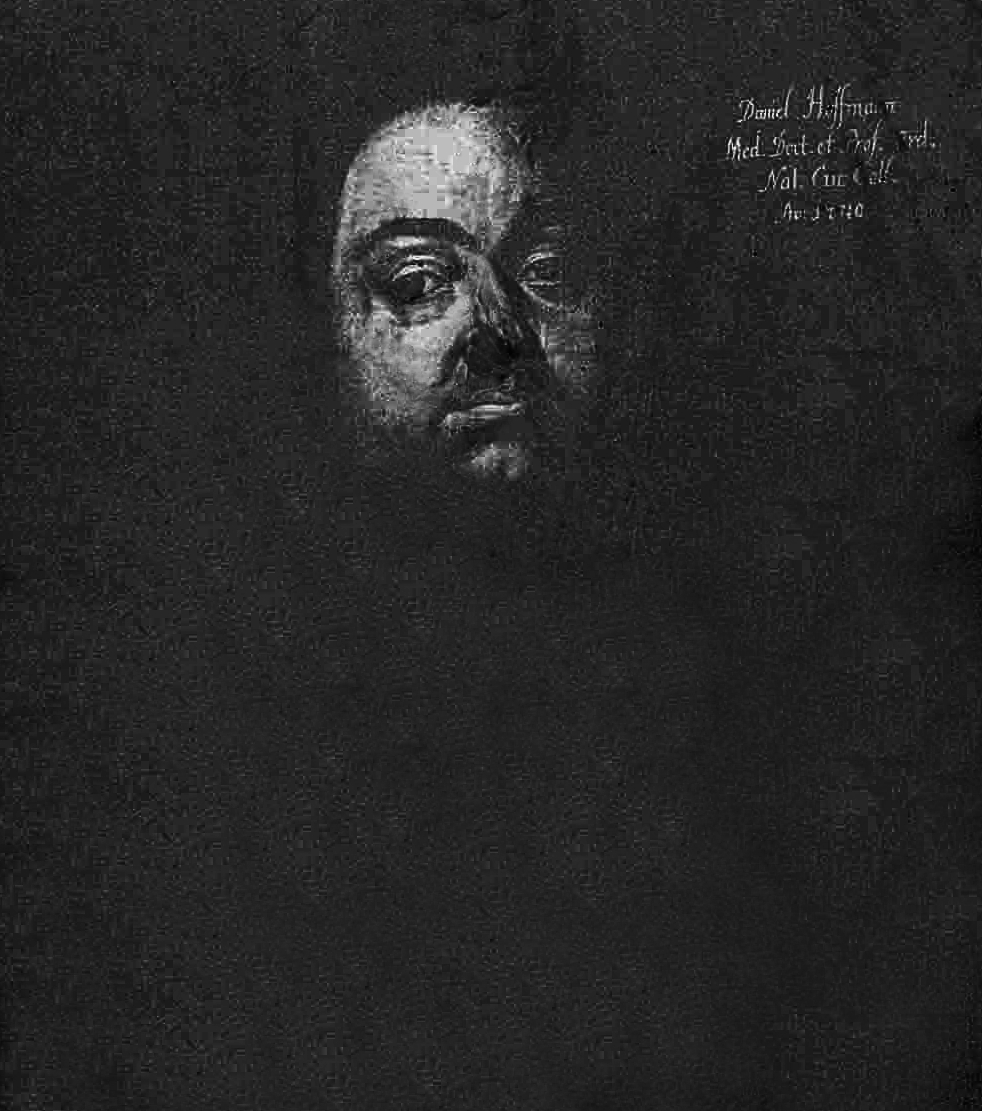
Daniel Hoffmann auf einem Bild in der Tübinger Professorengalerie

Daniel Hoffmann (* 25. November 1695 in Stuttgart; † 6. April 1752 in Tübingen) war Professor der Medizin in Tübingen.

## Leben
Die Berufung Hoffmanns als Professor für Medizin in Tübingen begann mit seiner vertretungsweisen Tätigkeit nach dem plötzlichen Tod von Burchard David Mauchart († 11. April 1751) aufgrund eines schweren asthmatischen Anfalls. Danach hielten Daniel Hoffmann und ein Extraordinarius der Medizin, Christian Ludwig Mögling, den Physiologie- und Pathologieunterricht, während es keine Pathologievorlesungen gab. Am 16. Mai 1718 wurde er mit dem Beinamen Niceratus zum Mitglied (Matrikel-Nr. 334) der Leopoldina gewählt.
Sein von Joseph Franz Malcote (1710–1791) gemaltes Porträt hängt heute noch in der Tübinger Professorengalerie.

## Familie
- In erster Ehe heiratete er am 22. Februar 1718  Tübingen Regina Dorothea Camerer (* 28. Juni 1698 in Tübingen) und hatte mit ihr einen Sohn Gottfried Daniel Hoffmann (* 19. Februar 1719 in Tübingen).

- In zweiter Ehe heiratete er am 23. April 1743 in Lustnau Christiane Sophie Dizinger (* 28. Juni 1698 in Tübingen), die zuvor in erster Ehe mit Johann Michael Hallwachs verheiratet war, und hatte mit ihr eine Tochter, Hedwig Dorothea Hoffmann (* 6. Februar 1744 in Tübingen).[3]

- In dritter Ehe heiratete er am 27. April 1727 in  Lustnau Katharina Tabitha Burgermeister (* 22. Oktober 1704).